# Hanshin Tigers
Els Hanshin Tigers (阪神タイガース, Hanshin Taigāsu) són un equip de beisbol japonès que juga a la Lliga Central. El club es va establir el 1935 i l'equip va participar en el primer campionat japonès el 1936 amb el nom d’Ōsaka Tigers. Els Hanshin Tigers pertanyen a la companyia Hanshin Electric Railway i tenen la seu a Kyocera Dome Osaka i Nishinomiya al Koshien Stadium, un estadi conegut per l'ambient que hi regna els dies de partit, especialment durant el clàssic contra els Tokyo Giants.
Una llegenda urbana japonesa, comunament coneguda com la maledicció del coronel, afirma que l'equip de beisbol dels Hanshin Tigers no podria guanyar mai més perquè durant una celebració el 1985, els aficionats van llançar una estàtua del coronel Sanders (fundador del restaurant de menjar ràpid de la marca KFC) en un canal local, llançant així una maledicció sobre els membres de l'equip.

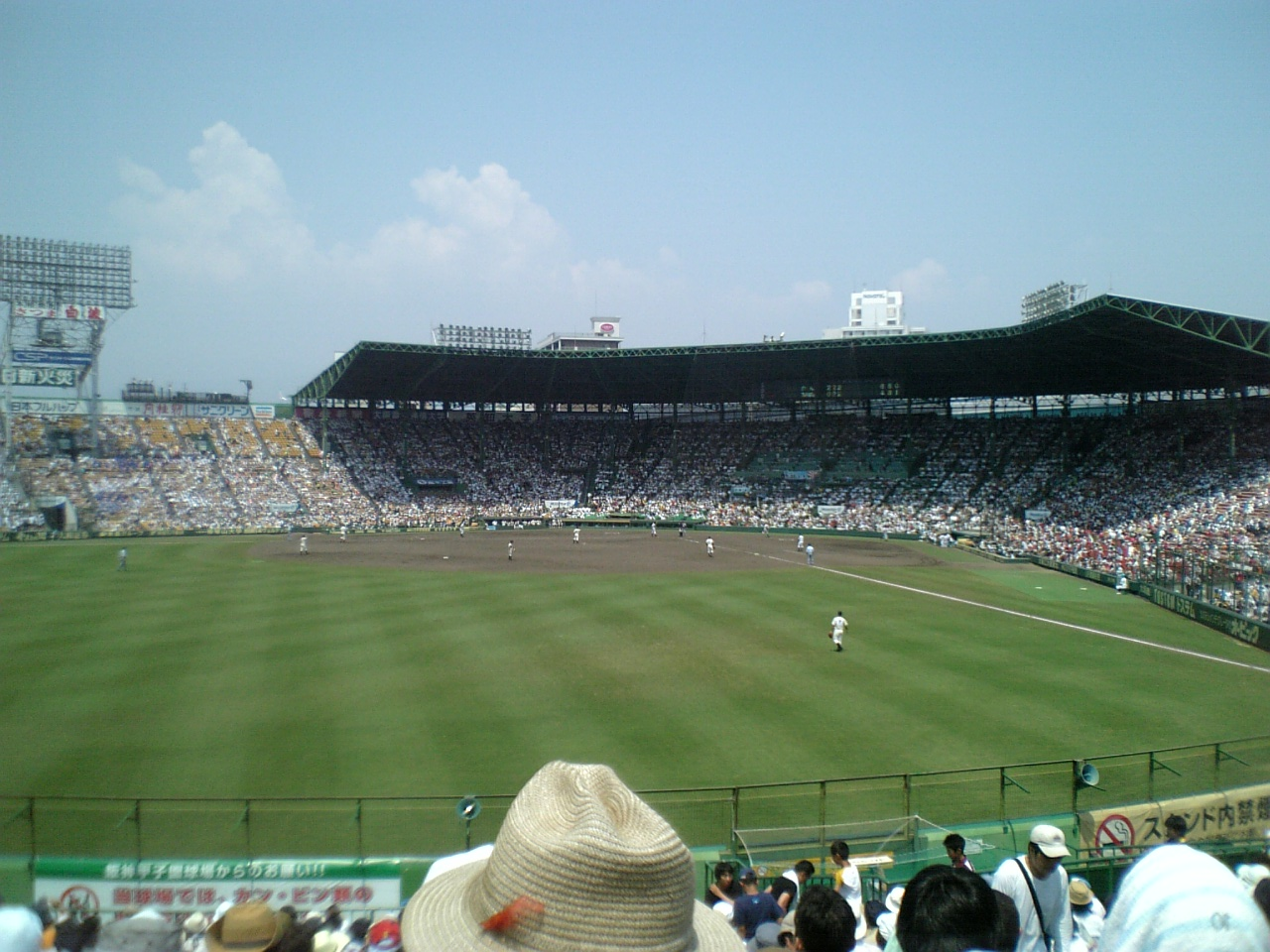
Estadi Koshien
Ranquing dels darrers anys

## Història
Els Hanshin Tigers, el segon dels clubs professionals més antics del Japó, es van fundar el 10 de desembre de 1935, i l'equip es va formar el 1936. L'equip es va anomenar primer Tigres d'Ōsaka. El 1940, enmig del sentiment anti-estranger i la prohibició del govern Tojo dels sobrenoms anglesos, els Tigers van canviar el nom per simplement Hanshin. El 1947, l'equip va tornar a ser Ōsaka Tigers després que la JPBL demanés sobrenoms anglesos. El nom de l'equip actual es va assumir el 1961, a causa de l'equip que jugava al suburbi de Nishinomiya, que no es troba a la prefectura d'Osaka.
Els Tigers van guanyar quatre títols abans de l'establiment del sistema de dues lligues el 1950. Des que la lliga es va dividir en la Lliga Central i la Lliga del Pacífic, els Tigers han guanyat el banderín de la Lliga Central sis vegades (1962, 1964, 1985, 2003, 2005, 2023) i la Sèrie del Japó dues vegades (1985, 2023).
Quan la temporada 2004 de la Major League Baseball va començar al Japó, els Tigers van jugar un partit d'exhibició contra els New York Yankees al Tokyo Dome el 29 de març. Els Tigers van guanyar 11–7.
Des del 2005, 2006, 2007 i 2009, més de tres milions de persones van assistir als jocs organitzats pels Tigers. Els Tigers van ser l'únic dels 12 equips de beisbol professional de Nippon que va aconseguir això.
El 31 de gener de 2007, els Tigers van presentar els uniformes per a la temporada 2007. Per als uniformes de casa es va tornar a utilitzar el groc, un dels colors de l'equip.
El camp de casa, l'estadi Koshien, és utilitzat per equips de beisbol de secundària de tot el Japó per jugar als tornejos del campionat nacional a la primavera i l'estiu. El torneig d'estiu té lloc a la meitat de la temporada dels Tigers, obligant els Tigers a fer un viatge per carretera i jugar els seus partits a casa al Kyocera Dome Osaka. Els fans l'anomenen El camí de la mort.
Els jugadors famosos de la història dels Hanshin Tigers són Fumio Fujimura, Masaru Kageura, Minoru Murayama, Yutaka Enatsu, Masayuki Kakefu, Randy Bass, Taira Fujita i molts altres.